# Поєніца-Томій
Поєніца-Томій (рум. Poienița Tomii) — село у повіті Хунедоара в Румунії. Входить до складу комуни Чербел.
Село розташоване на відстані 307 км на північний захід від Бухареста, 19 км на південний захід від Деви, 129 км на південний захід від Клуж-Напоки, 112 км на схід від Тімішоари.

## Населення
За даними перепису населення 2002 року у селі проживали 99 осіб, усі — румуни. Усі жителі села рідною мовою назвали румунську.